# حزب الاشتراكيين الأوروبيين
حزب الاشتراكيين الأوروبيين هو حزب سياسي أوروبي ديمقراطي اجتماعي وتقدمي. ويتألف هذا النظام من أحزاب سياسية على المستوى الوطني في المقام الأول من الدول الأعضاء في الاتحاد الأوروبي ودول أخرى في القارة الأوروبية. الأطراف الأعضاء في خدمات التوظيف العامة هي في الغالب أعضاء في التحالف التقدمي أو الاشتراكية الدولية. المجموعة السياسية في البرلمان الأوروبي من حزب الاشتراكيين الأوروبيين هي التحالف التقدمي للاشتراكيين والديمقراطيين (S & D). وتعمل دائرة التوظيف العامة أيضا في لجنة الأقاليم (في مجموعة خدمات التوظيف العامة في لجنة الأقاليم) والمجلس الأوروبي. ويتولى سيرفيس ستانيشيف، رئيس وزراء بلغاريا السابق، قيادة هذه الخدمة.
ويشمل هذا الحزب الأحزاب الرئيسية مثل الحزب الديمقراطى الايطالي وحزب العمال والحزب الاشتراكى الفرنسي والحزب الديمقراطي الاشتراكي الألماني وحزب العمال الاشتراكي الإسباني . و يضم أيضا احزاب أعضاء في جميع دول الاتحاد الأوروبي.